# Xue Tao
Xue Tao, född 770, död 832, var en kinesisk diktare.  
En krater på Venus har fått sitt namn efter henne. 